# Lulisme

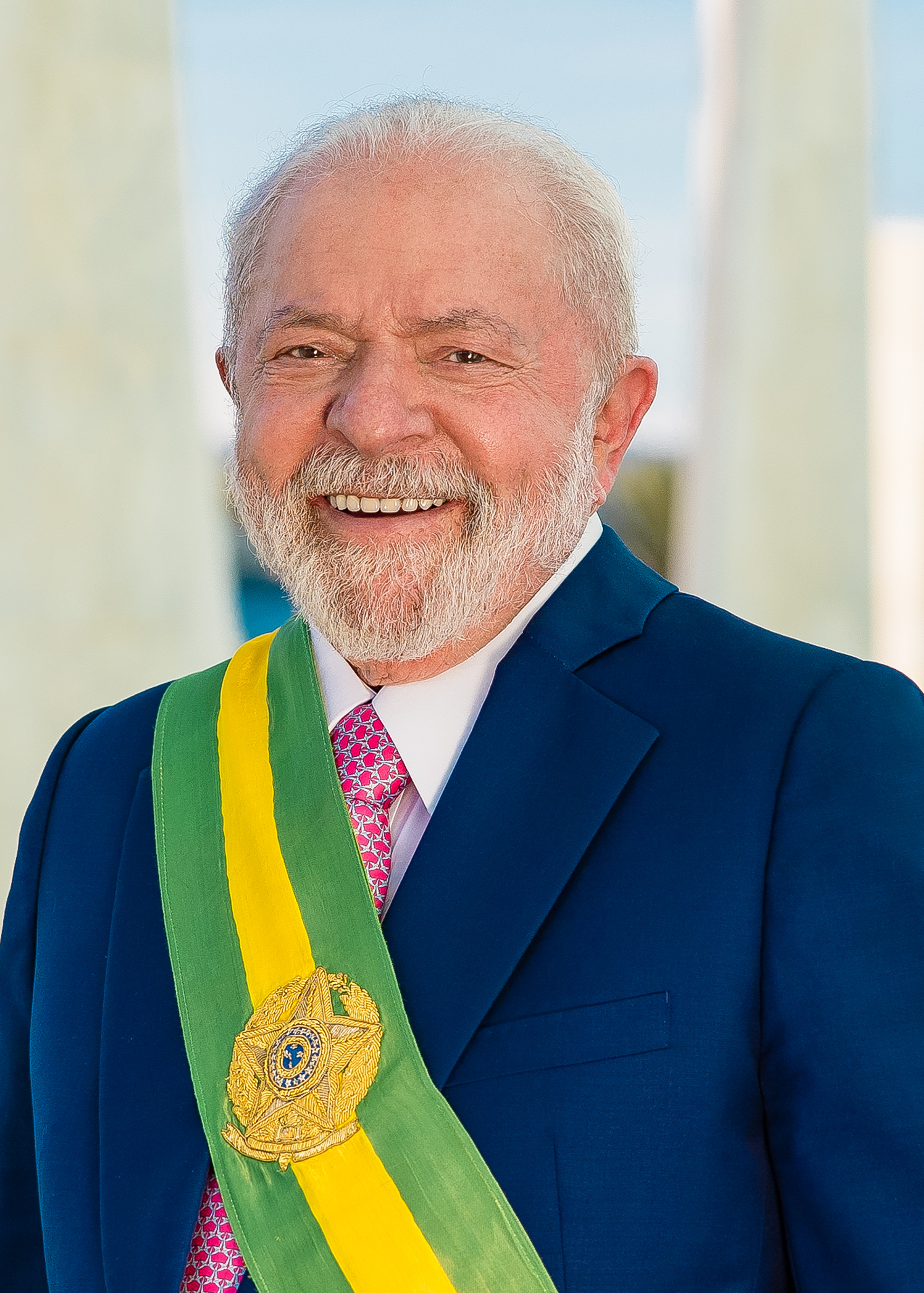
Luiz Inácio Lula da Silva en février 2023, initiateur de l'idéologie et de la stratégie du lulisme.

Le lulisme (en portugais : Lulismo)  est une idéologie politique brésilienne décrivant la stratégie de conquête et pratique du pouvoir initiée par Luiz Inácio Lula da Silva, depuis 2003. Créé pendant la campagne présidentielle de 2002, elle représente une nouvelle stratégie par rapport aux idéaux de gauche radicale du Parti des travailleurs jusqu'à fin 2001, cherchant des transformations sans affronter le capital.
Le terme est inventé par le politologue André Singer, également porte-parole de Lula entre 2003 et 2007. Dans la pratique et la rhétorique, le lulisme souhaite maintenir la stabilité financière et le distributisme étatique keynésien.
Tout en prônant des politiques de gauche dans le discours, le lulisme vise une approche « sociale-libérale » qui résout progressivement le fossé entre les riches et les pauvres, en étant favorable au marché. Le lulisme se caractérise également par une attitude « centriste » au Congrès, qui conduit à des négociations avec le centrão.
La stratégie du lulisme, qui a permis de mener une série de réformes et de programmes sociaux entre 2003 et 2006, voit Lula bénéficier d'une popularité historique, permettant sa réélection en 2006, consolidant la stratégie du lulisme. Cette dernière, maintenue sous la présidence de Dilma Rousseff, connaît une néanmoins une crise, notamment par les politiques économiques lulistes menées, analysée comme trop précipitées et ayant conduit à sa destitution par le centrão.
Le lulisme connait une crise entre 2016 et 2020, après la destitution de Dilma Rousseff, renforcée par le scandale de l'Opération Lava Jato et l'emprisonnement de Luiz Inácio Lula da Silva. Le retour sur le devant de la scène politique de Lula pendant la pandémie de Covid-19 au Brésil, la critique du mandat de Jair Bolsonaro, et l'élection présidentielle de 2022 provoque le retour en force du lulisme comme stratégie, malgré quelques doutes initiaux sur la possibilité que Lula puisse à nouveau gagner grâce à cette dernière, face à la structure et le pouvoir du bolsonarisme.

## Origines du terme
Le terme et la thèse du « lulisme » a été inventé au travers de différents articles par le professeur et politologue André Singer, qui fut également porte-parole présidentiel de Lula, de 2003 à 2007.
Né pendant la campagne présidentielle de 2002, le lulisme représentait l'abandon d'éléments importants du programme politique de gauche adopté par le Parti des travailleurs jusqu'à 2001 et l'abandon des idées d'organisation et de mobilisation, cherchant des transformations sans affronter le capital. Selon Singer : « Le lulisme étant un modèle de changement au sein de l'ordre, même avec un renforcement de l'ordre, il n'est pas et ne peut pas être mobilisateur. Cela signifie que le conflit n'a pas d'expression politique partisane, électorale ou institutionnelle ».

## Caractéristiques (2003-2011)

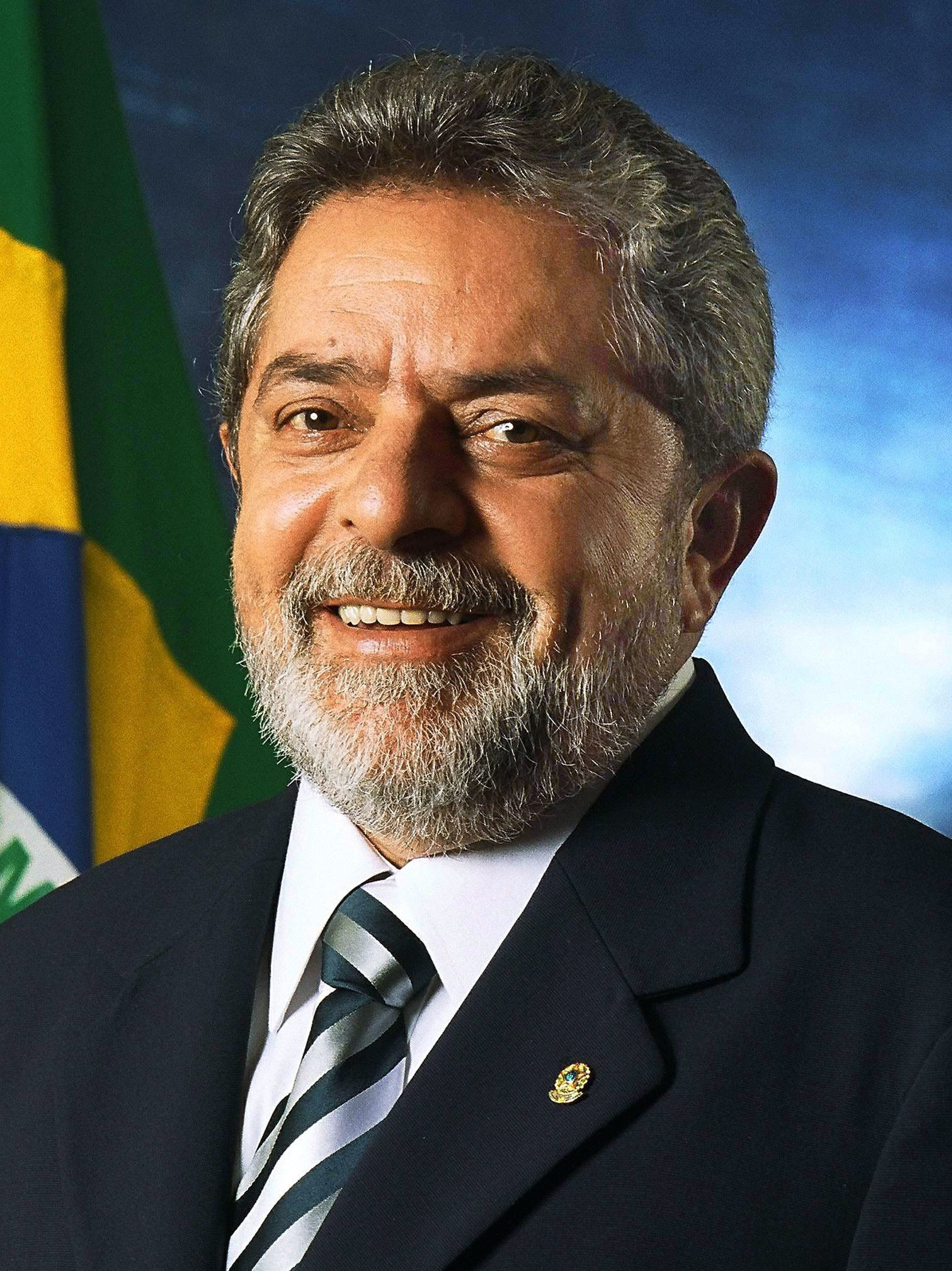
Photographie officielle de Lula en tant que président, en 2003.

Le lulisme cherche à réconcilier Lula et le grand secteur conservateur. Il s'agit d'un pacte social-conservateur combinant la politique économique de son prédécesseur Fernando Henrique Cardoso (1995-2003) avec les politiques distributives des deux gouvernement de Lula.
Le lulisme « a concocté des étendards idéologiques et syndicaux qui semblaient combiner » les gouvernements Lula et Cardoso dans une politique macroéconomique basée sur trois piliers, à savoir le contrôle de l'inflation, un taux de change flottant et un excédent budgétaire.
Sous les caractéristiques de la conciliation, le lulisme représente un « apaisement des conflits sociaux, dont la bourgeoisie a toujours eu trop peur, surtout dans un pays de grandes inégalités comme c'est le cas du Brésil » car il envisage une « réduction de la pauvreté et inégalités, mais sous l'égide d'un réformisme faible ». Ce modèle de changement social est expliqué comme une « variante conservatrice de modernisation » dans laquelle l'État joue un « rôle de premier plan dans la mobilisation des plus pauvres », garantissant que les problèmes structurels du Brésil ne seront pas touchés (sans entrer en conflit avec les intérêts financiers de l’élite conservatrice).
L'élite brésilienne a bénéficié du modèle économique gouvernemental axé sur la consommation et alimenté par le crédit,. Selon André Singer : « La convergence des intérêts du secteur industriel privé d'un côté, et de la main-d'œuvre organisée de l'autre, a conduit à la stabilité qui a permis à ce système politique de prendre la forme d'une sorte de consensus ». Cet équilibre a permis au gouvernement d’apporter progressivement des changements importants à sa politique. Dans la dynamique luliste, la non-confrontation est une condition sine qua non du développement.
Un article rédigé par l'Instituto Millenium en 2009 disait que « les libéraux sont acculés » après « plus de six ans de lulisme ». Selon la chercheuse Patrícia Carlos de Andrade : « Le terme « libéral » est mal traduit au Brésil par « de droite » ou « favorable aux dictatures militaires ». Dans « la guerre de l'opinion publique, la gauche a toujours pris le dessus ». Lula da Silva a également été décrit comme un « libéral » dans son sens social plutôt que traditionnel.
Une autre caractéristique qui distingue le lulisme en tant que mouvement politique est son caractère non partisan. Il chevauche les partis politiques, dont le Parti des travailleurs fondé par Lula. Bien que le parti soit ancré dans le charisme de Lula, le lulisme diffère des autres mouvements entourant les dirigeants politiques (comme le péronisme en Argentine) par son absence de culte de la personnalité autour de l'ancien président brésilien.
Le lulisme est une idéologie classée entre le centre-gauche à gauche, intégrant plusieurs idéologies, notamment la social-démocratie, le social-libéralisme, le progressisme, le socialisme démocratique, le populisme de gauche, le keynésianisme et l'écologie politique.
Lors du premier mandat de Lula, entre 2003 et 2006, le lulisme est décrit dans la dynamique de la vague rose en Amérique latine, caractérisé par le socialisme du XXIe siècle et la troisième voie.

## Déclin temporaire du lulisme (2016-2021)

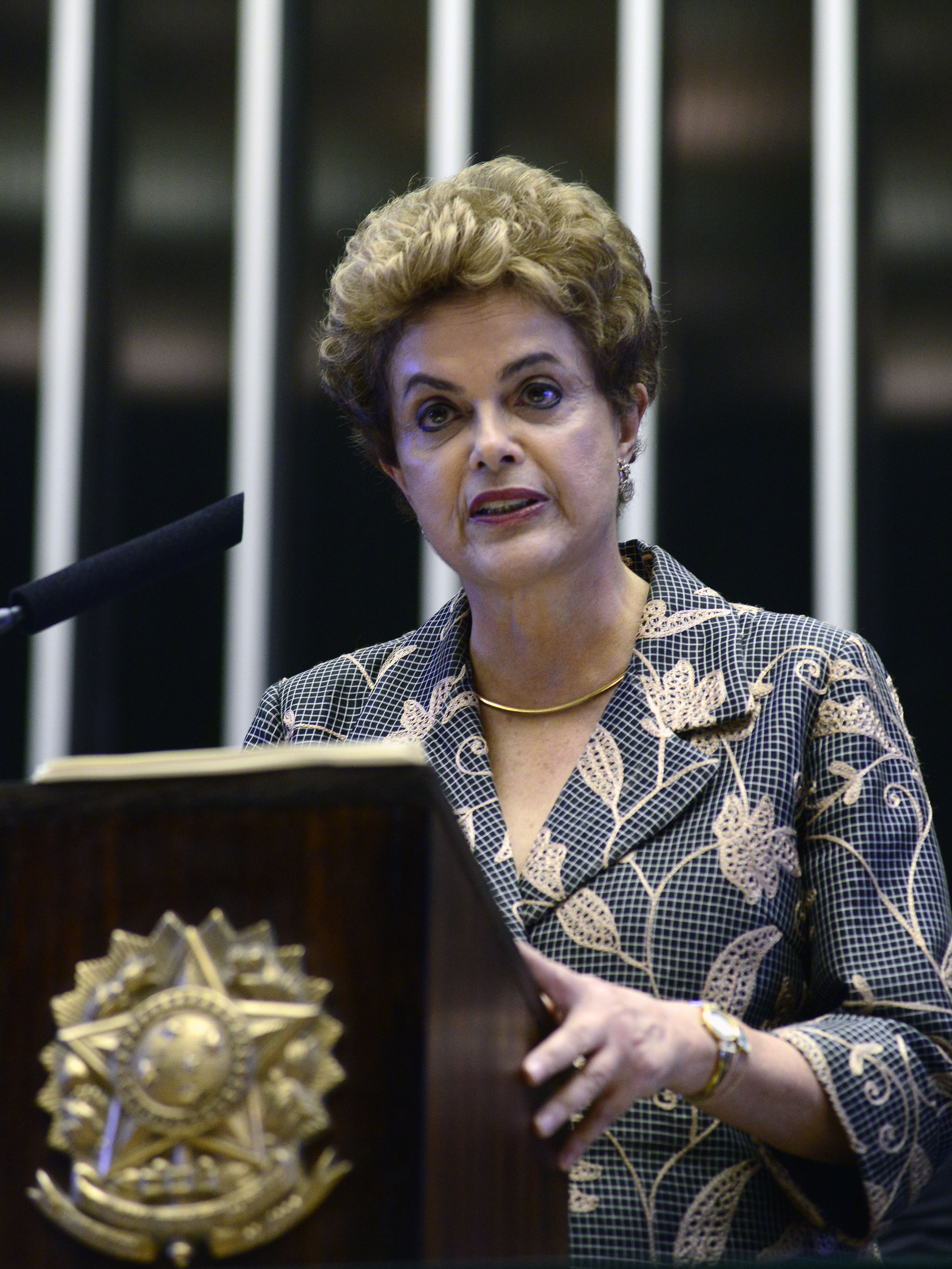
Dilma Rousseff s'exprimant devant le Congrès national, le 2 février 2016.

Dans son livre « O Lulismo em Crise – Um Quebra-Cabeça do Período Dilma (2011-2016) », publié en 2018, André Singer analyse le gouvernement de Dilma Rousseff, depuis ses débuts (2011) jusqu'à la destitution de Dilma (2016). Selon le politologue, la destitution par le centrão et les élites conservatrices de Dilma est la conséquence d'une tentative d'accélération du lulisme par Dilma. Pour y parvenir, Dilma a déployée un développement économique, appelé la « nouvelle matrice économique », qui comprenait une réduction des taux d'intérêts, une dévaluation du réel et des exonérations fiscales. 
La seconde raison de la destitution de Dilma Rousseff est la mauvaise relation qu'a développée cette dernière avec le Congrès et le Parti du mouvement démocratique brésilien (PMDB), la présidente de gauche ayant notamment retirée d'importants ministères et institutions publiques au PMDB. L'élection d'Eduardo Cunha (PMDB) en tant que président de la Chambre des députés en février 2015, opposant assumé à Dilma, caractérise cette mauvaise relation.
Pour Singer, les grandes manifestations de 2013 étaient un signe avant-coureur que le lulisme était éprouvé par la gestion de Dilma. L'année suivante éclate la crise économique de 2014 , qui contraint Dilma à reculer et endommage la nouvelle matrice économique développée.

## Renaissance et retour du lulisme (depuis 2021)

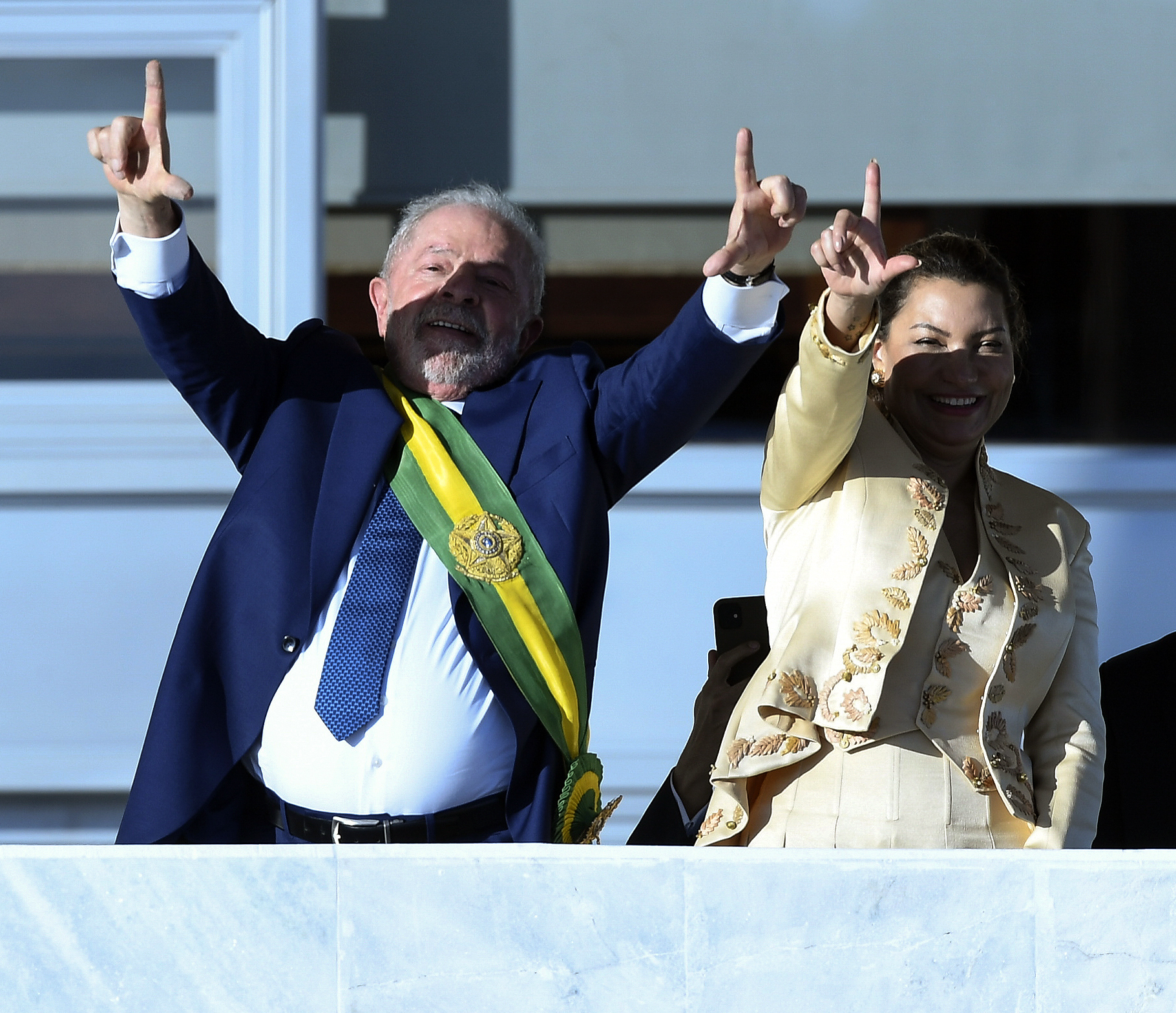
Luiz Inácio Lula da Silva et Janja le 1er janvier 2023, faisant le « L », symbole du lulisme et de Lula.

Le lulisme fait son retour au sein de la scène politique lors du retour de Lula au devant de la politique nationale, à partir de 2021, ce dernier critiquant la gestion de la pandémie de Covid-19 et le mandat de Jair Bolsonaro. 
Dès le début de l'année 2021, Lula est perçu comme un candidat potentiel pour l'élection présidentielle de 2022, cependant le lulisme est analysé comme n'étant peut-être plus à même de battre le bolsonarisme, en raison des scandales qui entourent le PT, la défaite de Haddad en 2018 et une certaine forme d'anti-PT, tandis que le président Bolsonaro est soutenu par les classes moyennes, la bourgeoisie et les élites industrielles.
Malgré la crise que connait encore de manière résiduelle le Parti des travailleurs, la stratégie que développe Lula face au président d'extrême droite, construisant une figure anti-bolsonariste pendant le Covid-19, dépassant les clivages politiques, marque une renaissance du lulisme,.
Cette renaissance est marquée par la volonté de construire une forme d'union nationale anti-bolsonariste et construit par le pragmatisme politique,,, symbolisé par l'alliance avec Geraldo Alckmin, permettant au PT d'empêcher l'hypothétique émergence d'une candidature de la droite libérale et de construire un « front large » républicain. Geraldo Alckmin assure que l'union sacrée est nécessaire en défense de la démocratie, menacée selon lui par Jair Bolsonaro.
Lors de l'élection présidentielle de 2022, la majorité des sondages, à l'approche du scrutin, créditaient ainsi Lula de 10 à 15 points d’avance sur son principal adversaire, voire d'une victoire au premier tour,. À l'issue de l'élection, Lula est élu avec 60 345 999	de voix contre 58 206 354 voix pour Bolsonaro, étant l'élection la plus serrée de l'histoire du Brésil.
Un an après le retour au pouvoir de Luiz Inácio Lula da Silva, en janvier 2024,  son mandat est jugé plus difficile à mener par rapport à 2003, confronté à une majorité conservatrice et du centrao au Congrès et l'influence toujours grande du bolsonarisme. Malgré la renaissance du lulisme, André Singer observe une forme de décélaration du lulisme comme stratégie politique, notant que « son troisième (mandat) a pratiquement fait disparaître la justice sociale du tableau ». 
Dès le début de son mandat, Lula a pratiqué des politiques d'austérité et négocié avec le centrao la hausse des dépenses publiques, permettant malgré tout le retour des programmes sociaux de ses premiers mandats, comme Mais Medicos, Bolsa Familia, l'augmentation du salaire minimum.